# Fernando Troyansky
Fernando Ariel Troyansky (Bahía Blanca, 14 novembre 1977) è un ex calciatore argentino, di ruolo difensore.

## Carriera
Iniziò la sua carriera professionistica nel 1995. Dopo cinque anni di serie minori con l'Olimpo approdò nel Los Andes, squadra di Primera División Argentina. Dopo un anno firmò per l'Austria Vienna.
Durante la stagione 2002-2003 ha giocato in prestito all'Admira Wacker Mödling, sempre in Austria.

## Palmarès

### Club

#### Competizioni nazionali
- Campionato austriaco: 1

Austria Vienna: 2005-2006
- Coppa d'Austria: 5

Austria Vienna: 2002-2003, 2004-2005, 2005-2006, 2006-2007, 2008-2009
- Supercoppa d'Austria: 2

Austria Vienna: 2003, 2004